# Morgonbön i svenska skolor
Morgonbön förekom allmänt i svenska skolor fram till mitten av 1960-talet. Morgonbönen hölls antingen i klassrummet eller i skolans aula där alla skolans elever var samlade. Då hölls en kort betraktelse och bön och eventuella meddelanden från rektor inför dagens skolarbete lästes upp. Vanligtvis förekom gemensam inledande och avslutande psalmsång. Din klara sol går åter opp är en känd psalm förknippad med morgonbönen.
1958 ändrades benämningen till morgonsamling för att även inbegripa inslag av samhällsliv och kultur. Den gemensamma psalmsången levde kvar länge vid dessa samlingar, ackompanjerad av tramporgel i klassrummet. År 1965 började man använda det icke-religiösa begreppet gemensam samling. Äldre, troende och mer konservativa lärare kunde hålla fast vid den kristna morgonsamlingen med orgelackompanjerad psalmsång och bön långt in på 1970-talet, men med 1980 års läroplan blev grundskolans konfessionslösa karaktär ännu tydligare.

### Fotnoter
1. ↑  Martina Lingefjord (25 januari 2015). ”Önskade psalmer i kyrkan” (på svenska). Västerviks tidning. Arkiverad från originalet den 12 juni 2022. https://web.archive.org/web/20220612084059/https://vt.se/kultur-noje/onskade-psalmer-i-kyrkan-8090820.aspx. Läst 31 maj 2017.